# Burdur (provins)

Karta över Turkiet med Burdur markerat.

Burdur är en provins i den sydvästra delen av Turkiet. Den har totalt 256 803 invånare (2000) och en area på 7 238 km². Provinshuvudstad är Burdur.